# Risøy (île)
L'île de Risøy est  située à l'ouest de la municipalité de Haugesund dans le comté de Rogaland.

## Description
L'île est séparée du continent par le détroit du Smedasundet. L'île est accessible à pied depuis le centre-ville de Haugesund et est reliée au continent par le pont Risøybrua. 
Le pont de Risøy est un pont en arc d'une longueur de 361 mètres et d'une hauteur de 22 mètres. Le pont a été mis en service en mai 1939 puis réhabilité en 1991 et 2008.
L'île de Risøy est surtout connu pour être le siège de l'entreprise Aibel.

## Galerie

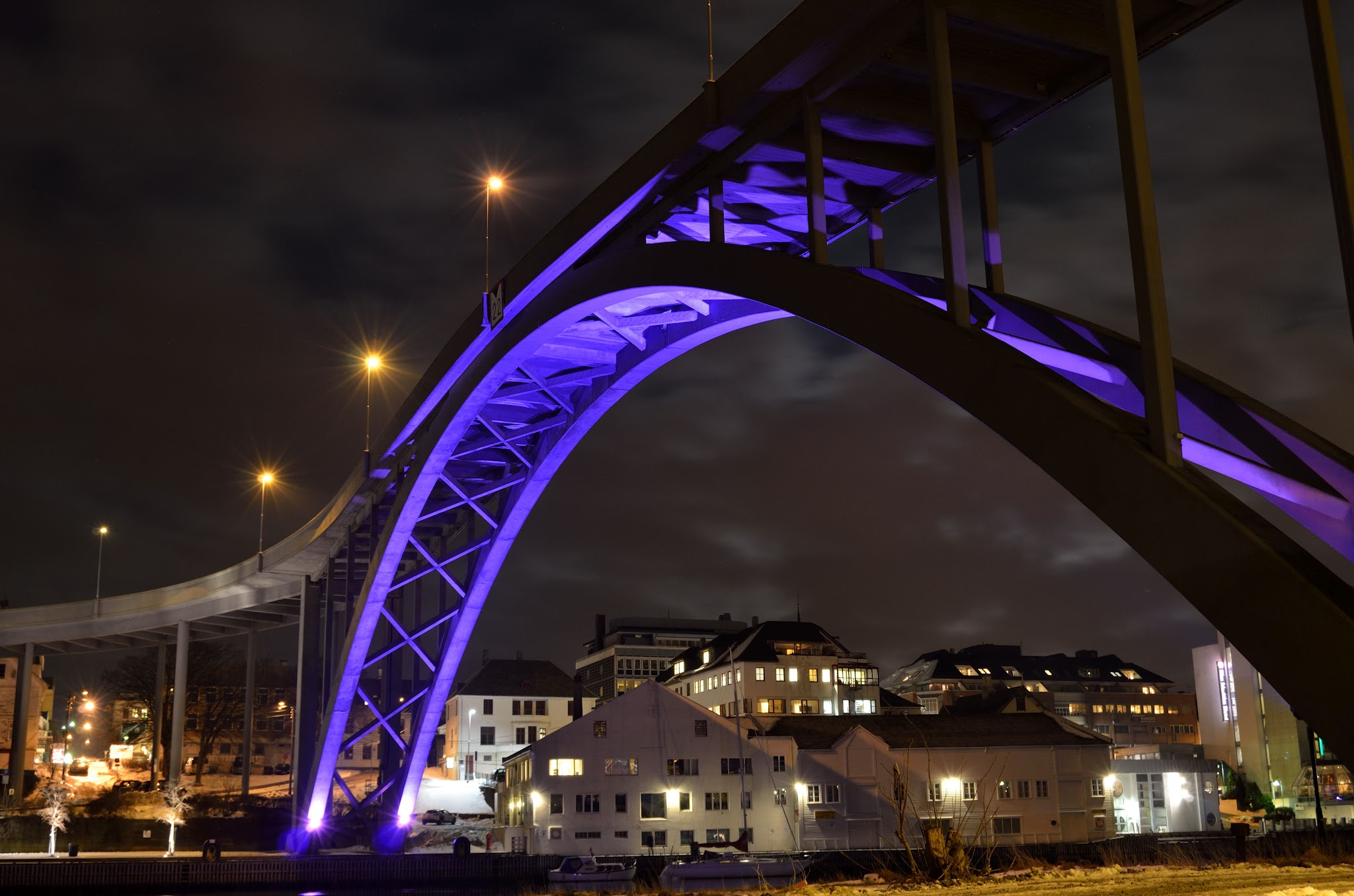
Pont Risøybrua vu de Risøy.
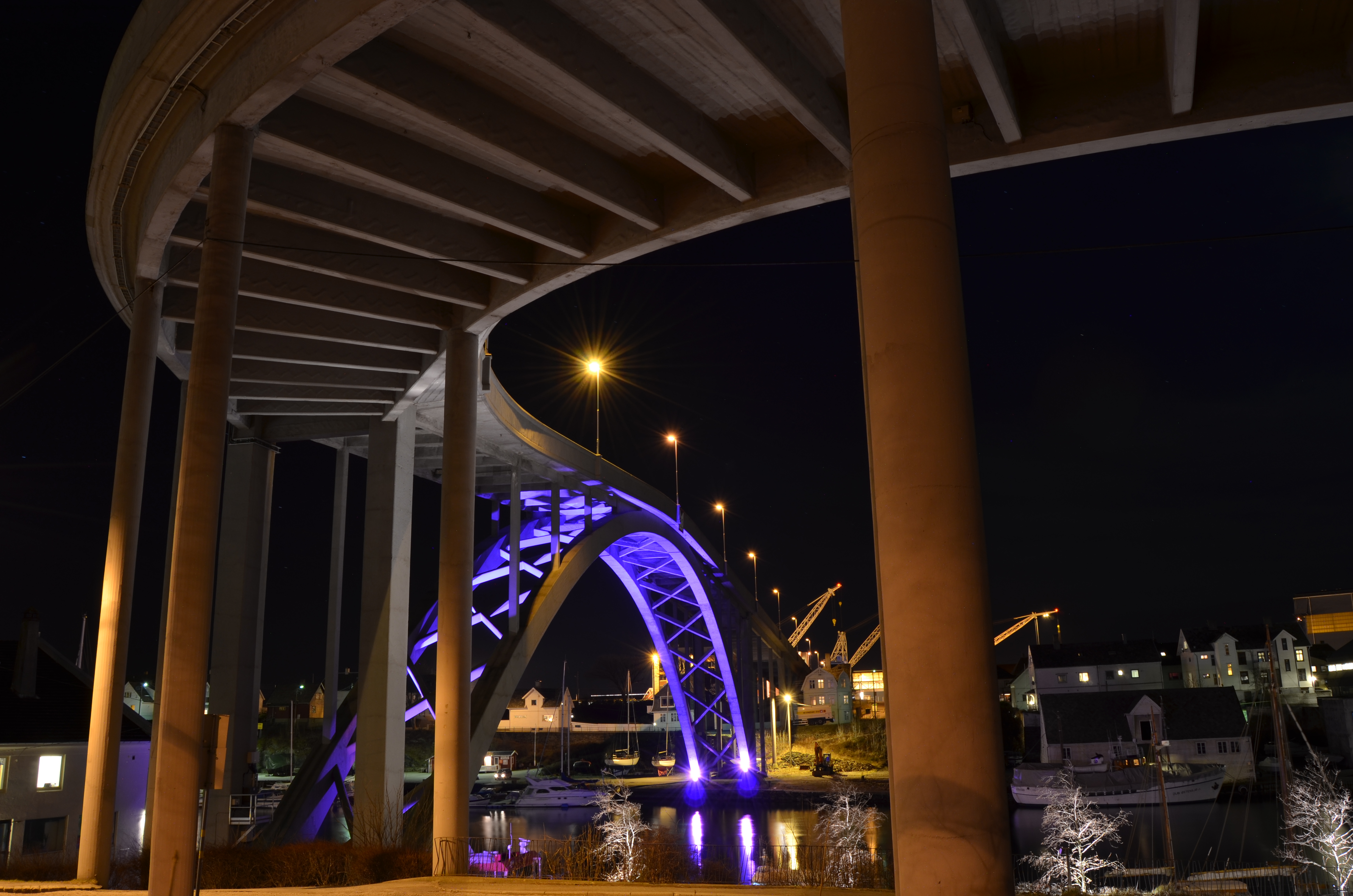
Pont Risøybrua vu de Haugesund.